# Большая Зелёновская улица
Большая Зелёновская улица — улица в центральной части Подольска. Улица проходит через Зелёновский район города Подольска. Исторически на улице, ближе к реке Пахре селились ломовые извозчики, огородники. В глубине улицы селились учителя и духовенство.

## Описание
Большая Зелёновская улица берет свое начало от реки Пахры, от пересечения с улицей Фёдорова. Далее улица уходит в юго-западном направлении. Заканчивает Большая Зелёновская улица на пересечении с улицей Соколова в районе сквера имени Александра Сергеевича Пушкина.
Нумерация домов начинается со стороны улицы Фёдорова.
Большая Зелёновская улица пересекает улицу Карла Маркса, Революционный проспект, Февральскую улицу и Комсомольскую улицу. Слева по ходу движения с начала Большой Зелёновской улицы примыкает улица Караваева.
На всем своем протяжении Большая Зелёновская улица является улицей с двухсторонним движением.
Почтовый индекс Большой Зелёновской улицы в городе Подольск: 142100.

## Примечательные здания и сооружения
- Детская городская поликлиника №1 (Революционный проспект, дом 78/23).
- Памятник-постамент гренадерам Милорадовича (сквер на пересечении Февральской улицы, Революционного проспекта и Большой Зелёновской улицы)[3].  Постамент посвящен 100-летию победы Российской империи над Наполеоновской армией в Отечественной войне 1812 года. До наших дней сохранился только постамент, а изначально был установлен памятник генералу от инфантерии Милорадовичу. Плита из белого камня от первоначального памятника сейчас хранится в краеведческом музее города Подольска. Плиту обнаружили в одной из школ города Подольска в связи с переездом. Русские войска под командованием Милорадовича сражаясь с корпусом Мюрата на территории Подольского района преградили неприятелю путь к лагерю русских войск[4].
- Дом культуры имени Карла Маркса (Большая Зелёновская улица, дом 50)[5]. Дом культуры построен в 1960 году и сначала носил статус клуба. В 1966 году за достигнутые успехи клубу был присвоен статус Дома культуры имени Карла Маркса и Дома культуры отличной работы.
- Памятник Карлу Марксу у Дома культуры имени Карла Маркса (Большая Зелёновская улица, дом 50).
- Здание Администрации городского округа Подольск с концертным залом (улица Кирова, дом 4).
- Нескучный парк (пересечение улицы Февральской и Большой Зелёновской улицы)[6].
- Сквер имени Александра Сергеевича Пушкина (пересечение улицы Соколова с улицей Кирова).
- Памятник-бюст Александру Сергеевичу Пушкину в одноименном сквере (пересечение улицы Соколова с улицей Кирова). Бюст-памятник был открыт 6 июня 1999 года. Открытие было приурочено ко дню рождения великого русского поэта. Бюст выполнен из красно-коричневого гранита и имеет надпись (строка из стихотворения "К Чаадаеву") на постаменте «Мой друг, отчизне посвятим души прекрасные порывы». Автором памятника-бюста является Подольский скульптор, член Союза художников России, заслуженный художник России Виктор Михайлович Михайлов[7]. Ежегодно 6 июня, в день рождения Александра Сергеевича Пушкина  в сквере проходят праздничные мероприятия «Встречаемся у Пушкина»[8].
- Монумент ликвидаторам техногенных катастроф (в сквере на пересечении Большой Зелёновской улицы и улицы Караваева)[9]. Мемориал представляет из себя цветок, растущий из расколотого гранитного камня. Композиция выполнена на постаменте. Специалисты из Подольска внесли большой вклад в работу по ликвидации последствий аварии на Чернобыльской АЭС.
- Сквер поколений с часовой башней (в народе называют Биг Бен) и фонтаном (площадь Ленина)[10].
- Подольская Фабрика офсетной печати (Революционный проспект, дом 80)[11].

## Транспорт
По улице осуществляется движение общественного транспорта. По улице проходят маршрут автобуса 37к.